# Конвой O-504 (жовтень 1943)
Конвой O-504 (жовтень 1943 року) — японський конвой часів Другої світової війни, проведення якого відбувалось у жовтні 1943 року.
Конвой сформували на острові Нова Британія в Рабаулі — головній передовій базі японців у архіпелазі Бісмарка, з якої провадились операції на Соломонових островах та сході Нової Гвінеї. Кінцевим пунктом маршруту при цьому був Палау (важливий транспортний хаб на заході Каролінських островів).
До складу конвою О-504 увійшли транспорт «Яхіко-Мару», "Мексико-Мару", "Нісшу-Мару" (Nisshu Maru) та "Пасифік-Мару" (Pacific Maru). Ескорт забезпечували мисливці за підводними човнами CH-37 та CH-38.
15 жовтня 1943 року судна вийшли з Рабаула та попрямували на північний захід. Хоча в цей період до боротьби проти комунікацій архіпелагу Бісмарка, окрім підводних човнів, уже долучалась авіація, проте конвой О-504 зміг пройти своїм маршрутом і 23 жовтня прибув до Палау.
У грудні 1943 року з Рабаула в Палау пройде ще один конвой з тим же ідентифікатором.